# Пельтигера

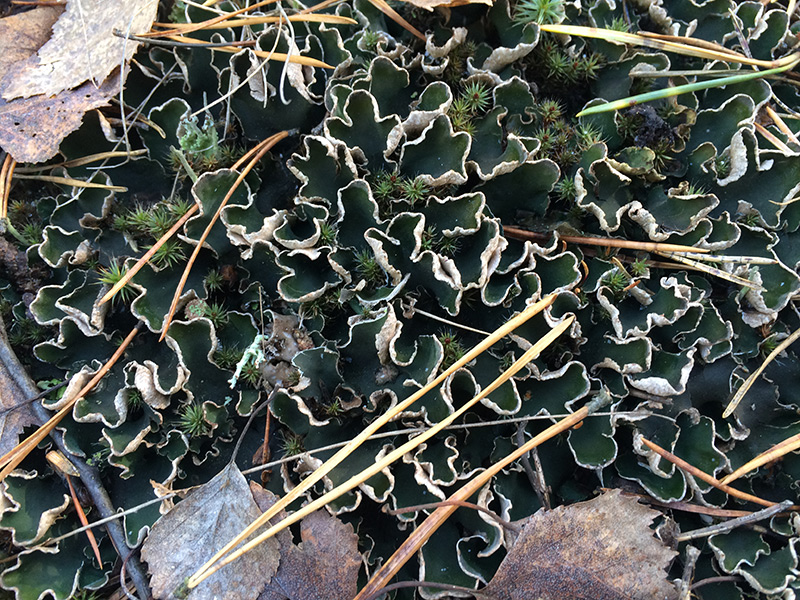
Пельтигера мягкая из подмосковного леса

Пельти́гера (лат. Peltigera) — род лихенизированных аскомицетов, входящий в семейство Пельтигеровые (Peltigeraceae).

## Синонимы
- Antilyssa Haller ex M.Choisy, 1929, nom. superfl.
- Chloropeltigera (Gyeln.) Gyeln., 1934, nom. inval.
- Chloropeltis Clem., 1909
- Byrsalis Neck. ex Kremp., 1869
- Dermatodea Vent., 1799, nom. superfl.
- Hydrothyria J.L.Russell, 1856
- Peltidea Ach., 1803, nom. superfl.
- Peltideomyces E.A.Thomas, 1939, nom. inval.
- Peltigeromyces E.A.Thomas ex Cif. & Tomas., 1953, nom. illeg.
- Peltophora Clem., 1909, nom. illeg.
- Placodion Adans., 1763, nom. rej.

## Описание
Слоевище гетеромерное, листоватое, состоит из крупных лопастей, края и концы которых обычно приподняты над субстратом и отогнуты от него, края волнистые, часто курчавые и разрывающиеся. Верхняя сторона таллома покрыта коровым слоем, гладкая, голая, тонковойлочная или, редко, зернистая или мелкочешуйчатая. Изидии имеются, соредии могут отсутствовать, цефалодии имеются у некоторых видов. Нижняя поверхность лишена корового слоя, жилковатая. Степень развития сети жилок — важный систематический признак многих видов. Ризины расположены по жилкам. Апотеции обычно на концах лопастей, реже по всему слоевищу, округлой или эллиптической формы, с красно-коричневым или коричневым диском.
Аски 6—8-споровые, споры неокрашенные или буроватые, веретеновидные, часто очень узкие, 4—10-клеточные. Парафизы не ветвящиеся, септированные.
Фотобионт — сине-зелёная водоросль Nostoc или зелёные водоросли Dactylococcus или Coccomyxa.

## Среда обитания и распространение
Произрастают обычно на почве, мхах и растительных остатках.
Пельтигеры имеют широкое распространение и обнаружены почти на всех континентах. Известны 34 вида из Северной Америки, 30 европейских видов, 25 из Южной Америки и 16 видов из Новой Зеландии.

## Виды
Род включает порядка 91 вида. Некоторые из них:
- Peltigera aphthosa (L.) Willd., 1787 — Пельтигера пупырчатая
- Peltigera canina (L.) Willd., 1787 — Пельтигера собачья
- Peltigera collina (Ach.) Schrad., 1801 — Пельтигера щитковатая
- Peltigera degenii Gyeln., 1927 — Пельтигера Дегена
- Peltigera didactyla (With.) J.R.Laundon, 1984 — Пельтигера двупальчатая
- Peltigera elisabethae Gyeln., 1927 — Пельтигера Элизабет
- Peltigera evansiana Gyeln., 1931 — Пельтигера Эванса
- Peltigera horizontalis (Huds.) Baumg., 1790 — Пельтигера горизонтальная
- Peltigera hymenina (Ach.) Delise, 1830 — Пельтигера гимениевая
- Peltigera lepidophora (Vain.) Bitter, 1904 — Пельтигера чешуеносная
- Peltigera leucophlebia (Nyl.) Gyeln., 1926 — Пельтигера беложилковая
- Peltigera malacea (Ach.) Funck, 1827 — Пельтигера мягкая
- Peltigera membranacea (Ach.) Nyl., 1887 — Пельтигера перепончатая
- Peltigera neckeri Hepp ex Müll. Arg., 1862 — Пельтигера Некера
- Peltigera polydactyloides Nyl., 1863 — Пельтигера полидактиловидная
- Peltigera polydactylon (Neck.) Hoffm., 1789 — Пельтигера многопалая
- Peltigera ponojensis Gyeln., 1931 — Пельтигера понойская
- Peltigera praetextata (Flörke ex Sommerf.) Zopf, 1909 — Пельтигера окаймлённая
- Peltigera rufescens (Weiss) Humb., 1793 — Пельтигера рыжеватая
- Peltigera scabrosa Th.Fr., 1860 — Пельтигера шероховатая
- Peltigera venosa (L.) Hoffm., 1789 — Пельтигера жилковатая